# 교회의 바벨론 유수

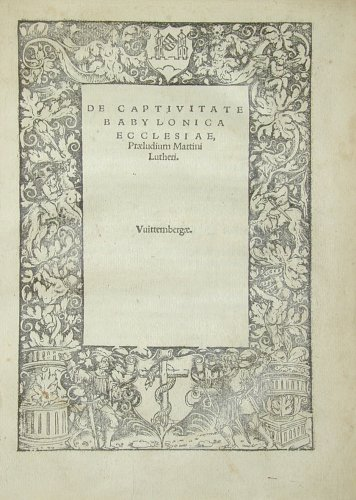

교회의 바벨론 유수(Latin,  De captivitate Babylonica ecclesiae)은 1520년 10월 출판된 마르틴 루터의 종교개혁 3대 논문 중 두번째 논문으로서, 독일 기독교 귀족에게 고함(1520년 8월 5일) 이후에, 그리스도인의 자유 (1520년 11월) 이전에 발표되었다. 이것은 신학 논문이었고, 독일어와 라틴어로 각각 출판되었다. 이 책은 중세 로마 교회의 성찬 시스템에 대한 비판이었다.

## 목차
《교회의 바벨론 감금》
- 소개의 말
- 서문
- 이제 첫째로 떡의 성례애 관하여
  - 성례의 첫째 감금
  - 성례의 둘째 감금
  - 성례의 셋째 감금
- 세례의 성례
  - 하나님의 약속
  - 표징이나 성례로서 물 속에 잠기는 일
  - 서약의 폐기 및 무효화
- 참회의 성례
  - 회개
  - 고백
  - 보상